# Osiedle Kwiatowe (Zielona Góra)
Osiedle Kwiatowe – osiedle Zielonej Góry, położone w południowej części miasta.
Osiedle położone na zachód od Jędrzychowa, od północy sąsiaduje z zespołem przyrodniczo-krajobrazowym Liliowy Las. Zachodnią granicę stanowi strumień Pustelnik, całe osiedle posiada zabudowę jednorodzinną.